# آلبیرو اوسوریاگا
آلبیرو اوسوریاگا (انگلیسی: Albeiro Usuriaga; ۱۲ ژوئن ۱۹۶۶ – ۱۱ فوریهٔ ۲۰۰۴) بازیکن فوتبال اهل کلمبیا بود که در پست مهاجم بازی می‌کرد.
وی همچنین در تیم ملی فوتبال کلمبیا بازی کرده‌است.